# Coupe du monde masculine de hockey sur gazon 1990
Navigation
Édition précédente Édition suivante
La 7e édition de la coupe du monde de hockey sur gazon a lieu du 12 au 23 février 1990 à Lahore au Pakistan.

## Tour préliminaire

### Poule A
| Équipe    | PJ | V | N | D | BP | BC | Diff | Pts |
| --------- | -- | - | - | - | -- | -- | ---- | --- |
| Australie | 5  | 5 | 0 | 0 | 14 | 4  | 10   | 10  |
| Pays-Bas  | 5  | 3 | 1 | 1 | 15 | 10 | 5    | 7   |
| France    | 5  | 2 | 1 | 2 | 5  | 6  | −1   | 5   |
| URSS      | 5  | 1 | 2 | 2 | 6  | 10 | −4   | 4   |
| Argentine | 5  | 1 | 1 | 3 | 10 | 14 | −4   | 3   |
| Inde      | 5  | 0 | 1 | 4 | 10 | 16 | −6   | 1   |

### Poule B
| Équipe               | PJ | V | N | D | BP | BC | Diff | Pts |
| -------------------- | -- | - | - | - | -- | -- | ---- | --- |
| Allemagne de l'Ouest | 5  | 5 | 0 | 0 | 13 | 2  | 11   | 10  |
| Pakistan             | 5  | 3 | 1 | 1 | 10 | 6  | 4    | 7   |
| Espagne              | 5  | 3 | 0 | 2 | 10 | 10 | 0    | 6   |
| Angleterre           | 5  | 2 | 1 | 2 | 7  | 7  | 0    | 5   |
| Canada               | 5  | 0 | 1 | 4 | 2  | 9  | −7   | 1   |
| Irlande              | 5  | 0 | 1 | 4 | 3  | 11 | −8   | 1   |

## Phase finale
|  | Demi-finales         | Demi-finales    |                        |   | Finale          | Finale          |
|  | Demi-finales         | Demi-finales    |                        |   | Finale          | Finale          |
|  |                      |                 |                        |   |                 |                 |
|  | 21 février 1990      | 21 février 1990 |                        |   | 23 février 1990 | 23 février 1990 |
|  | 21 février 1990      | 21 février 1990 |                        |   | 23 février 1990 | 23 février 1990 |
|  | Australie            | 1               |                        |   | 23 février 1990 | 23 février 1990 |
|  | Australie            | 1               |                        |   | 23 février 1990 | 23 février 1990 |
|  | Pakistan             | 2               |                        |   | 23 février 1990 | 23 février 1990 |
|  | Pakistan             | 2               | Pakistan               | 1 |                 |                 |
|  | 21 février 1990      |                 | Pakistan               | 1 |                 |                 |
|  |                      | Pays-Bas        | 3                      |   |                 |                 |
|  | Pays-Bas             | Pays-Bas        | 3                      | 3 |                 |                 |
|  | Pays-Bas             |                 |                        | 3 |                 |                 |
|  | Allemagne de l'Ouest | 2               |                        |   |                 |                 |
|  | Allemagne de l'Ouest | 2               | Match pour la 3e place |   |                 |                 |
|  |                      |                 |                        |   |                 |                 |
|  | 23 février 1990      |                 |                        |   |                 |                 |
|  |                      |                 |                        |   |                 |                 |
|  | Allemagne de l'Ouest | 1               |                        |   |                 |                 |
|  | Allemagne de l'Ouest | 1               |                        |   |                 |                 |
|  | Australie            | 2               |                        |   |                 |                 |
|  | Australie            | 2               |                        |   |                 |                 |

### Nombre d'équipes par confédération et par tour
| Confédération | Phase de groupes                                                       | Demi-finales                    | Finale (dont champion) |
| ------------- | ---------------------------------------------------------------------- | ------------------------------- | ---------------------- |
| EHF           | 7 Pays-Bas France URSS Allemagne de l'Ouest Espagne Angleterre Irlande | 2 Pays-Bas Allemagne de l'Ouest | 1(1) Pays-Bas          |
| AHF           | 2 Inde Pakistan                                                        | 1 Pakistan                      | 1(0) Pakistan          |
| OHF           | 1 Australie                                                            | 1 Australie                     | aucun                  |
| PAHF          | 2 Argentine Canada                                                     | aucun                           | aucun                  |
| AfHF          | aucun                                                                  | aucun                           | aucun                  |
| Total         | 12                                                                     | 4                               | 2 (1)                  |